# Diocesi di Halberstadt

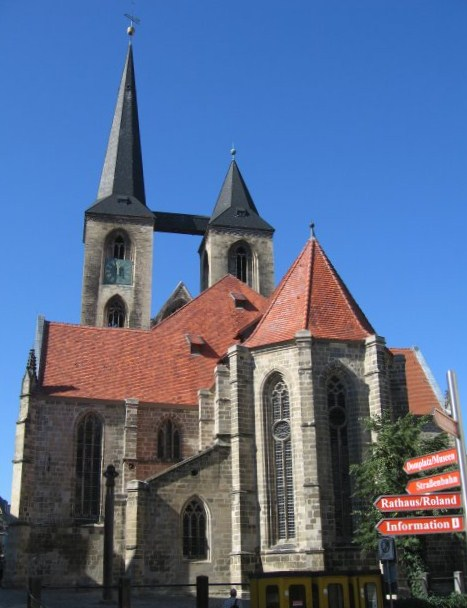
La chiesa di San Martino (Martinikirche) di Halberstadt, menzionata per la prima volta nel XII secolo.

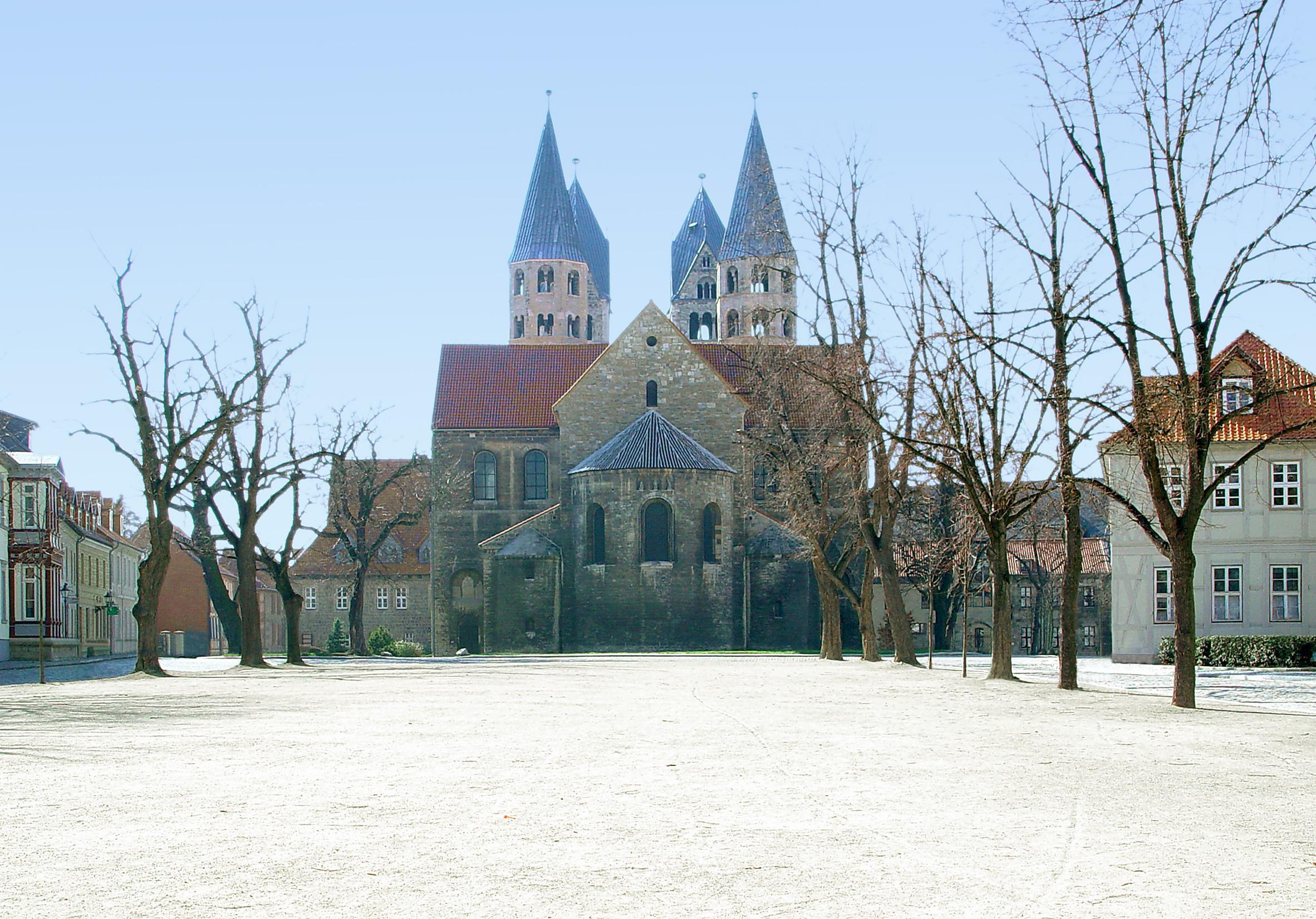
La chiesa della Vergine Maria (Liebfrauenkirche) di Halberstadt, fondata nel 1005 dal vescovo Arnulf.

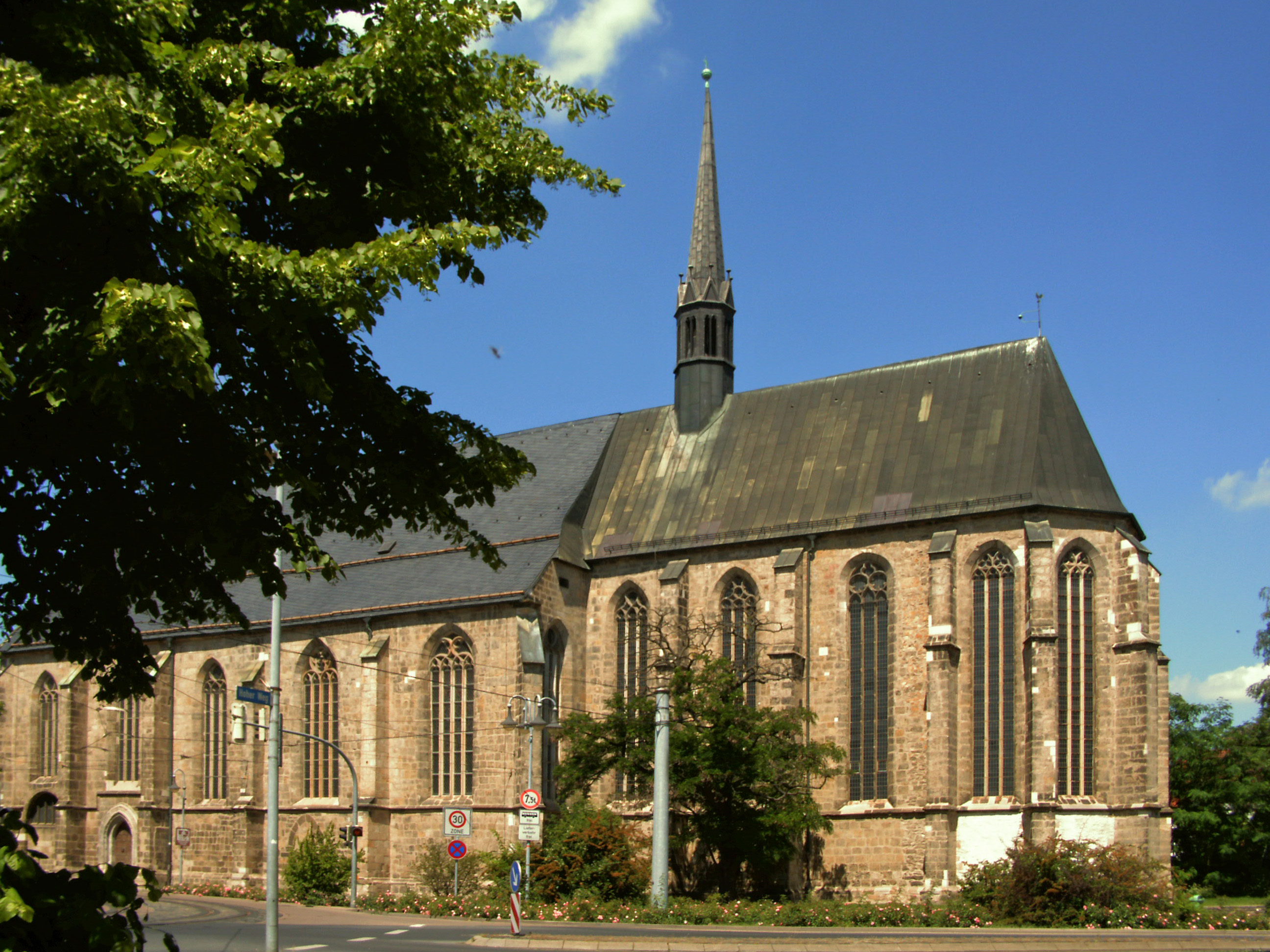
Santa Caterina era la chiesa del monastero domenicano di Halberstadt, fondato dal vescovo Friedrich von Kirchberg nel 1224, solo tre anni dopo la morte di san Domenico di Guzmán.

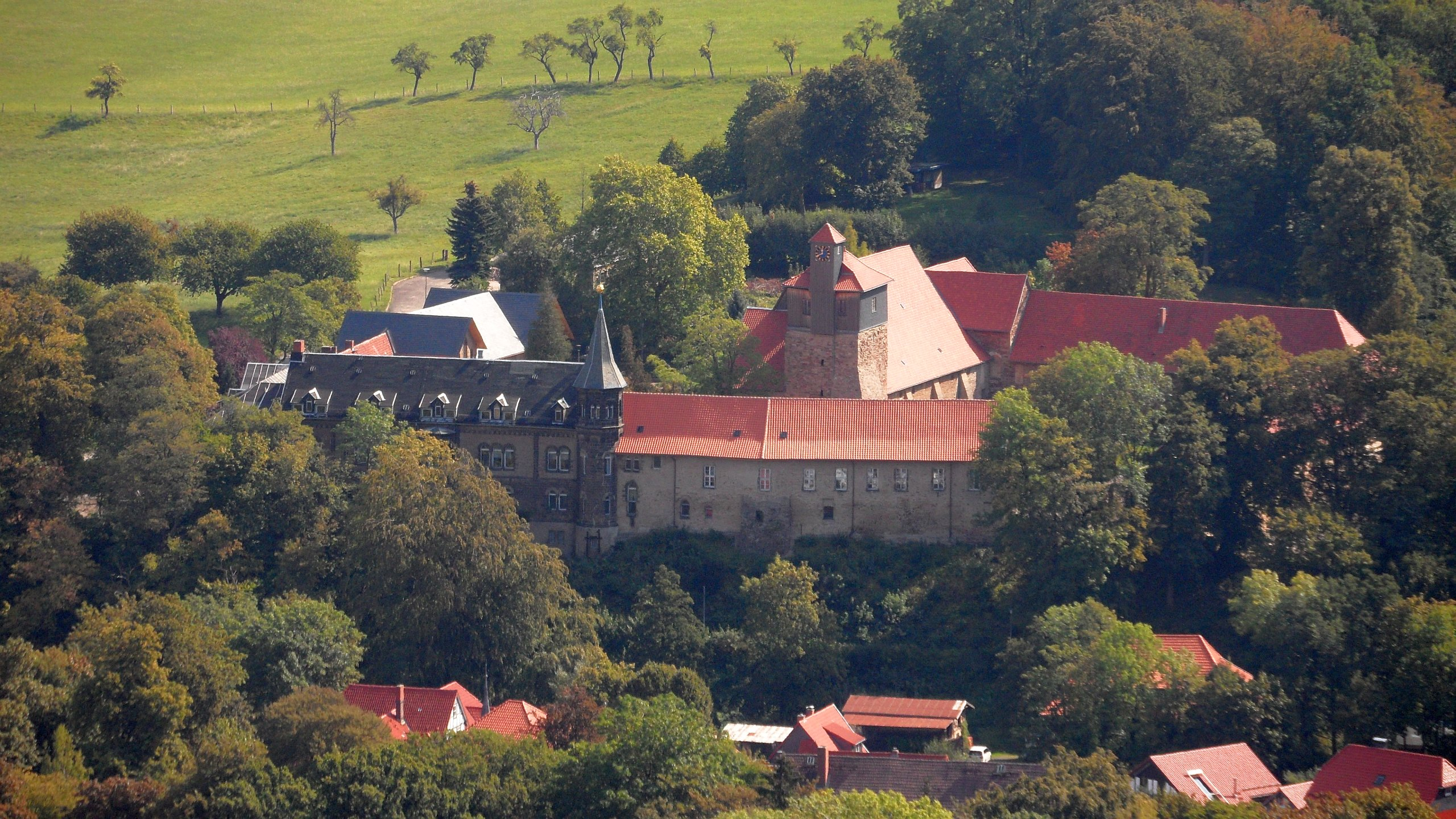
L'abbazia benedettina di Ilsenburg, fondata dall'imperatore Ottone I, soppressa durante la riforma protestante.

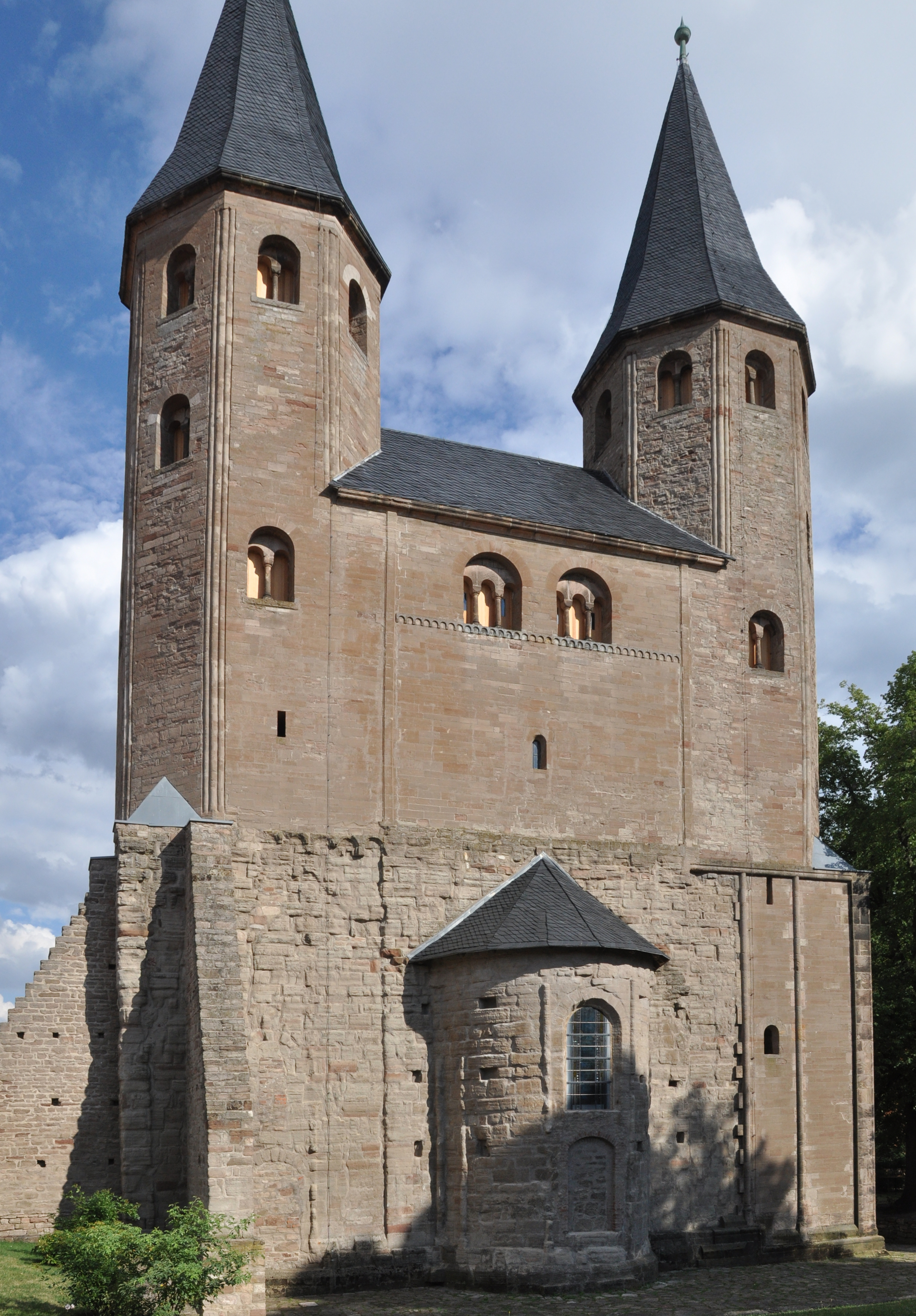
Le torri della chiesa abbaziale di Drübeck, fondata nel IX secolo e secolarizzata durante la riforma protestante.

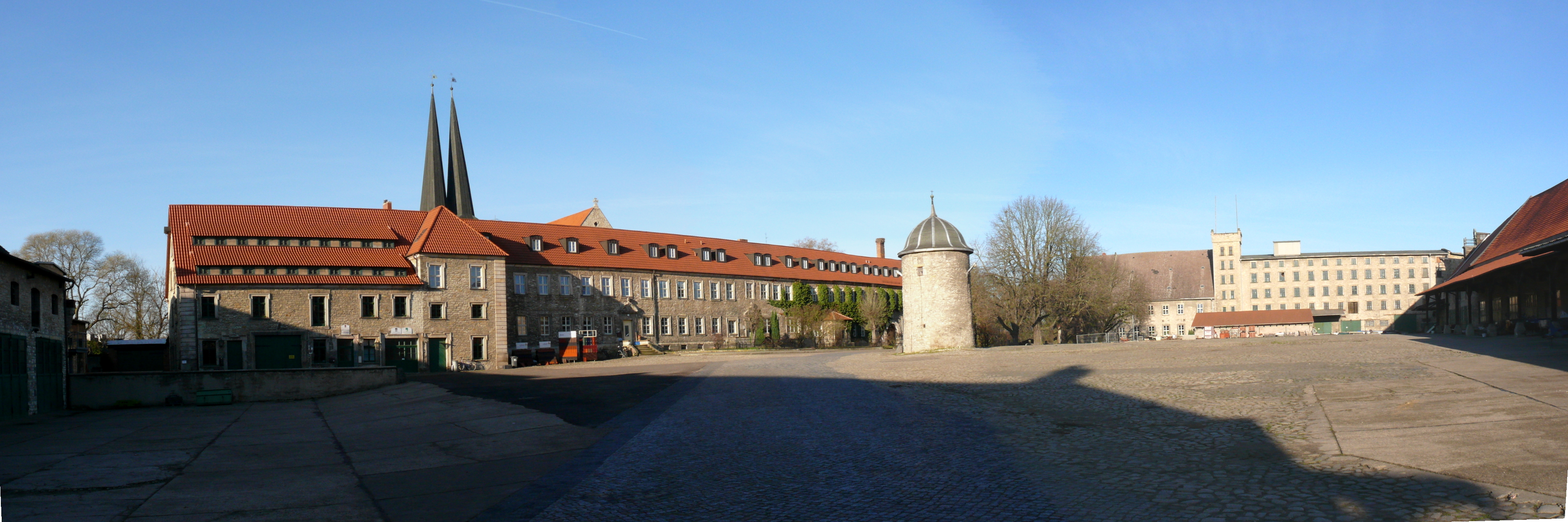
L'abbazia benedettina di Hadmersleben, fondata nel X secolo dal vescovo Bernhard von Hadmersleben in onore dei santi Pietro e Paolo, fu soppressa nel 1810.

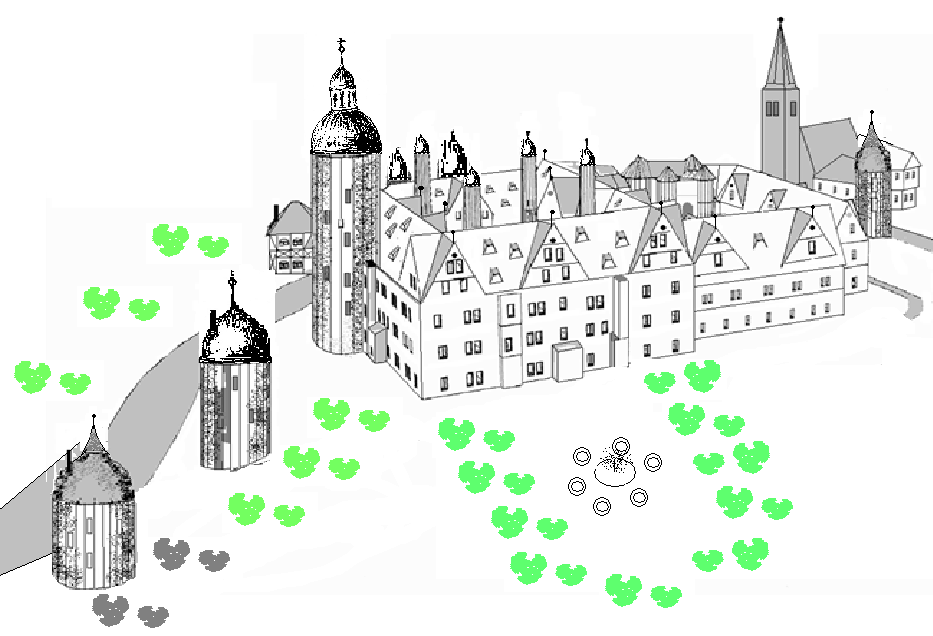
Ricostruzione del palazzo dei principi-vescovi di Halberstadt a Gröningen.

La diocesi di Halberstadt (in latino Dioecesis Halberstadensis) è una sede soppressa della Chiesa cattolica in Germania.

## Territorio
La diocesi era situata nel territorio dell'odierno land tedesco della Sassonia-Anhalt. Si estendeva a nord fino alle vallate dell'Aller e dell'Ohre, ad est fino all'Elba e alla Saale, ad ovest fino al fiume Oker, a sud-ovest fino alle terre bagnate dai fiumi Unstrut, Helme e Wipper, e a sud fino a Merseburg e Zeitz.
La diocesi comprendeva gli antichi gau sassoni di Balsamgau, Derlingau, Harzgau, Schwabengau e Hassegau, e la parte occidentale di Nordthüringgau. Confinava a nord con le diocesi di Verden e di Havelberg, ad est con quelle di Brandeburgo, di Magdeburgo e di Merseburg, a sud con la diocesi di Naumburg e l'arcidiocesi di Magonza, e ad ovest con la diocesi di Hildesheim.
Sede episcopale era la città di Halberstadt, dove fungeva da cattedrale la chiesa dei Santi Stefano e Sisto.
A partire dal XIII secolo, il territorio diocesano era suddiviso in 13 arcidiaconati, saliti a 37 alla fine del Quattrocento.

### Abbazie
La diocesi comprendeva numerose abbazie, che furono per lo più soppresse o secolarizzate durante la riforma protestante. Tra queste si ricordano:
- l'abbazia benedettina femminile di Drübeck, fondata dalla contessa sassone Adelbrin nell'877, godette di ricche dotazioni, che permisero la costruzione di una notevole e imponente chiesa abbaziale;
- l'abbazia benedettina di Hadmersleben, fondata nel X secolo dal vescovo Bernhard von Hadmersleben in onore dei santi Pietro e Paolo e confermata espressamente da un diploma di Ottone II di Sassonia;
- l'abbazia agostiniana di Hamersleben (Am Großen Bruch), fondata nel 1106 dal vescovo Reinhard von Blankenburg in onore di san Pancrazio, con un notevole complesso architettonico che abbracciava la basilica e il monastero;
- l'abbazia benedettina di Ilsenburg, edificata su un castello donato dall'imperatore Ottone I di Sassonia, cui si aggiunse una basilica a tre navate costruita a partire dal 1077.

## Storia
Dopo trent'anni di guerra per sottomettere i Sassoni, Carlo Magno dette avvio all'opera di cristianizzazione e di evangelizzazione del popolo ancora pagano. Attorno agli anni 780-781 fu istituito un centro missionario, per l'area a nord dello Harz, a Seligenstadt, l'odierna Osterwieck. Qui, attorno all'804, l'attività missionaria fu affidata a Hildegrim, vescovo di Châlons, e al fratello Ludgero, abate di Werden. Hildegrim è riconosciuto dalla tradizione come primo vescovo di Halberstadt.
La diocesi è menzionata per la prima volta in un diploma del 2 settembre 814, nel quale l'imperatore Ludovico il Pio confermò il trasferimento del centro missionario da Seligenstadt ad Halberstadt, già deciso da Carlo Magno, sottomettendo la nuova diocesi alla provincia ecclesiastica di Magonza. La diocesi giocò un ruolo importante nella politica imperiale di germanizzazione di queste terre, fino a quando nel 968 fu eretta l'arcidiocesi di Magdeburgo, con territorio ricavato da quello di Halberstadt. Nello stesso tempo cedette un'altra porzione di territorio a vantaggio dell'erezione della diocesi di Merseburg.
Tra X e XI secolo la città ottenne i diritti cittadini ed i vescovi acquisirono sempre più poteri amministrativi e giudiziari, all'origine del principato ecclesiastico, formatosi pienamente all'epoca del vescovo Ulrich († 1181).
L'attuale cattedrale, in stile gotico, fu iniziata a partire dal 1236 e venne consacrata nel 1491.
Gebhard von Hoym, dimessosi nel 1479, fu l'ultimo vescovo di Halberstadt. In seguito la sede fu data in amministrazione agli arcivescovi di Magdeburgo, che per lo più erano principi, alcuni dei quali non ricevettero mai gli ordini sacri. La diocesi di fatto era governata spiritualmente dai vescovi ausiliari.
A partire dal 1521 si diffuse anche nella diocesi di Halberstadt la riforma luterana, nella quale ebbe causa indiretta il principe-vescovo Alberto di Hohenzollern: già arcivescovo di Magdeburgo e vescovo di Halberstadt, nel 1514 ottenne anche l'elezione ad arcivescovo elettore di Magonza: la vendita di indulgenze promossa per pagare alla Sede Apostolica i diritti dovuti, suscitò forte indignazione e causò la pubblicazione delle 95 tesi da parte di Martin Lutero. La riforma si diffuse tuttavia lentamente nella diocesi di Halberstadt; la prima parrocchia luterana nella città episcopale risale agli anni 40 del XVI secolo
Nel 1566 morì Sigismondo di Brandeburgo, l'ultimo prelato di Magdeburgo ad amministrare la diocesi. In seguito il capitolo elesse amministratore Enrico Giulio di Brunswick-Lüneburg, che aveva solo 2 anni. Raggiunta la maggiore età nel 1591 passò al luteranesimo e impose in tutta la diocesi la riforma protestante. Successivamente il capitolo elesse come amministratori altri principi protestanti, che non vennero riconosciuti dalla Santa Sede. La riforma non fece però grandi progressi: restarono cattolici la maggioranza dei canonici del capitolo e dei fedeli di Halberstadt; i gesuiti pensarono addirittura di aprirvi una comunità.
L'ultimo amministratore cattolico fu Leopoldo Guglielmo d'Austria, nominato da suo padre l'imperatore nel 1629 in seguito all'editto di Restituzione e confermato nel 1635; neanche consacrato prete ma bensì militare di professione, cercò invano di imporre la controriforma cattolica nella diocesi saldamente difesa dalle truppe protestanti nel quadro della guerra dei Trent'anni. Tuttavia già con la morte di Sigismondo di Brandeburgo la diocesi de facto non esisteva più; il principato vescovile fu soppresso con la pace di Vestfalia nel 1648.
I cattolici tuttavia non scomparirono completamente e fu garantita la situazione esistente al 1624: la presenza di cattolici all'interno del capitolo della cattedrale e nei capitoli delle altre collegiate dell'antica diocesi; la sopravvivenza di 11 conventi e monasteri cattolici; diverse piccole comunità della diaspora cattolica. Tutte queste realtà furono sottomesse, a partire dal 1667, all'autorità dei vicari apostolici della Germania settentrionale.

## Cronotassi dei vescovi
- Hildegrim I † (circa 809 - 20 giugno 827 deceduto)[3]
- Thiatgrim † (827 - 8 marzo 840 deceduto)
- Sant'Aimone † (840 - 27 marzo 853 deceduto)
- Hildegrim II † (853 - 21 dicembre 888 deceduto)
- Agiulf † (889 - 27 gennaio 894 deceduto)
- Sigismund † (894 - 14 gennaio 926 deceduto)
- Bernhard von Hadmersleben † (926 - 3 febbraio 968 deceduto)
- Hildeward von Werl † (27 febbraio 968 - 25 novembre 995 deceduto)
- Arnulf † (13 dicembre 996 - 7 settembre 1023 deceduto)
- Branthog † (27 dicembre 1023 - 27 agosto 1036 deceduto)
- Burchard von Nabburg † (18 ottobre 1036 - 18 ottobre 1059 deceduto)
- Burchard von Veltheim † (dicembre 1059 - 11 aprile 1088 deceduto)
- Dietmar von Supplinburg † (1º febbraio 1089 - 16 febbraio 1089 deceduto)
- Herrand † (1089 - 23 ottobre 1102 deceduto)
- Friedrich † (? - 1105 deposto)
- Reinhard von Blankenburg † (31 marzo 1106 - febbraio o marzo 1123 deceduto)[4]
- Otto von Kuditz † (prima del 25 maggio 1123 - maggio 1135 deposto)
- Rudolf † (1º marzo 1136 - dopo il 18 ottobre 1149 deceduto)
- Ulrich † (1149 - circa 1160 deposto)
- Gero von Schowitz o Schermke † (circa 1160 - 1177 deposto)
- Ulrich † (1177 - 30 luglio 1181 deceduto) (per la seconda volta)
- Dietrich von Krosigk † (3 agosto 1181 - 26 settembre 1193 deceduto)
- Gardolf von Harbke † (1193 - 21 agosto 1201 deceduto)
- Konrad von Krosigk † (dopo il 9 settembre 1201 - 1208 dimesso)
- Friedrich von Kirchberg † (1209 - 5 marzo 1236 deceduto)
- Ludolf von Schladen I † (prima del 24 luglio 1236 - 9 agosto 1241 deceduto)
- Meinard von Kranichfeld † (1241 - 1253 deceduto)
- Ludolf von Schladen II † (1253 - 29 novembre 1253 deposto)
- Volrad von Kranichfeld † (27 agosto 1254 - 1295 dimesso o deceduto)
- Hermann von Blankenburg † (8 settembre 1296 - 27 aprile 1304 deceduto)
- Albrecht von Anhalt † (1304 - 4 settembre 1324 deceduto)
  - Albrecht von Braunschweig-Lüneburg † (1324 - 26 luglio 1358 dimesso) (antivescovo)
- Giselbrecht von Holstein † (14 novembre 1324 - 1343 o 1344 deceduto)
- Albrecht von Mansfeld † (24 luglio 1346 - 1356 deceduto)[5]
- Ludwig von Meißen † (17 marzo 1357 - 5 giugno 1366 nominato vescovo di Bamberga)
- Alberto di Sassonia † (21 ottobre 1366 - 8 luglio 1390 deceduto)
- Ernst von Hohnstein † (28 luglio 1390 - 5 o 6 dicembre 1400 deceduto)
- Rudolf von Anhalt † (23 febbraio 1401 - 28 novembre 1406 deceduto)
- Heinrich von Warberg † (3 giugno 1407 - 24 dicembre 1410 deceduto)
- Albrecht von Wernigerode † (28 marzo 1411 - 11 settembre 1419 deceduto)
- Johannes von Hoym † (4 dicembre 1419 - 8 aprile 1437 deceduto)
- Burchard von Warberg † (19 luglio 1437 - 1458 deceduto)
- Gebhard von Hoym † (26 maggio 1458 - 1479 dimesso)
  - Ernst von Sachsen † (22 marzo 1480 - 3 agosto 1513 deceduto) (amministratore apostolico)
  - Albrecht von Brandenburg † (16 dicembre 1513 - 24 settembre 1545 deceduto) (amministratore apostolico)
  - Johann Albrecht von Brandenburg-Ansbach † (24 settembre 1545 succeduto - 17 maggio 1550 deceduto) (amministratore apostolico)
  - Friedrich von Brandenburg † (12 settembre 1552 - 3 ottobre 1552 deceduto) (amministratore apostolico)[6]
  - Sede vacante (1552-1556)
  - Sigismund von Brandenburg † (6 luglio 1556 - 14 settembre 1566 deceduto) (amministratore apostolico)
  - Sede vacante (1566-1636)
  - Leopold Wilhelm von Österreich † (18 agosto 1635[7] - 1648 dimesso) (amministratore apostolico)
  - Sede soppressa